# Enrico Merzoni
Enrico Maffeo Merzoni (Bagnolo Mella, 26 giugno 1923 – Brescia, 15 novembre 1975) è stato un calciatore italiano, di ruolo centrocampista.

## Carriera
Ha giocato per tre stagioni nel Brescia, le prime due in Serie A e l'ultima in Serie B. Ha esordito  nella massima serie a Bergamo il 14 ottobre 1945 nella partita Atalanta-Brescia (0-0).